# Tamaulipa
Tamaulipa, monotipski rod  glavočika iz podtribusa Liatrinae, dio tribusa Eupatorieae .

## Opis
Tamaulipa je monotipski rod grmlja koji se javlja u regiji Tamaulipan u pustinji Chihuahuan, a rasprostranjen je od južnog Teksasa do sjeveroistočnog Meksika. To je jedan od mnogih rodova koje su uspostavili King i Robinson (1987.) koji uključuju vrste koje su prije bile smještene u Eupatoriumu, ali nemaju bazu dlakavog stila karakterističnu za Eupatorium s.s. King i Robinson (1987.) uspoređuju ga s Conocliniumom, ali je prilično drugačiji po habitusu i može biti podjednako sličan drugim rodovima koji se javljaju u sjevernom Meksiku, kao što su Koanophyllon ili Flyriella. Odlikuje se nasuprotnim listovima na peteljkama, brojnim cvjetovima po glavici koji imaju uske ljevkaste plave vjenčiće i 5-rebraste cipsele s papusom od brojnih čekinja.

## Sinonimi
- Eupatorium ageratifolium var. acuminatum Coult.; Contr. U. S. Natl. Herb. 1: 39 (1890)
- Eupatorium azureum DC.; Prodr. [A. DC.] 5: 168 (1836)
- Kyrstenia acuta Greene; Leafl. Bot. Observ. Crit. 1: 11 (1903)